# Красная Ушна
Красная Ушна (на руски: Красная Ушна) е селище в Селивановски район на Владимирска област в Русия. Влиза в състава на Малишевската селска община.

## География
Селището е разположено на брега на река Ушна на 10 км северно от центъра на общината, села Малишево и на 20 км югозападно от районния център, работническото селище Красная Горбатка.

## История
Селището възниква покрай Ярцевския (Новоселивановски) завод за кристал, основан през 1827 г.
В края на 19 – началото на 20 век селището Ярцевски завод влиза в състава на Тучковска волост на Судогодски уезд. През 1859 г. в селището има 11 стопанства, през 1905 г. – 28 стопанства.
От 1929 г. селището влиза в състава на Переложниковския селски съвет на Селивановски район, от края на 1970-те е център на Красноушенския селски съвет, а от 2005 г. е в състава на Малишевската селска община.
През 1938 г. в селището е открито Ярцевското осемгодишно училище.

## Население
| 1859 | 1905 | 2010 |
| ---- | ---- | ---- |
| 133  | 270  | 553  |

## Инфраструктура
В селището се намира Красноушенското начално общообразователно училище, детска градина №7, селски културно-развлекателен център, Красноушенската амбулатория, пожарна част №56, отделение на федералната поща.

## Икономика
В селището се намира акционерно дружество „Стъклозавод Красная Ушна“.